# Oribi
Oribi (Ourebia ourebi) je malá a štíhlá antilopa obývající velkou část subsaharské Afriky. Její český název pochází z afrikánského pojmenování oorbietjie, což lze přeložit jako "ušáček". Vyskytuje se na území Senegalu, napříč až k západní a střední Etiopii a jižnímu Somálsku, jižně až k východní a jižní části Keni, severní Botswany, Ugandy a Angoly. Proměnlivě obývá i Mosambik, Zimbabwe a střední a východní část Jihoafrické republiky.
Přirozeným biomem této antilopy jsou otevřené planiny s vysokou trávou, která pro ni poskytuje důležitý úkryt proti predátorům. Vždy ji nalezneme poblíž vodního zdroje, na který je pevně vázána; vyhýbá se strmým svahům.

## Popis
Dosahuje výšky v kohoutku kolem 50–66 cm, tělo měří na délku 92–110 cm a hmotnost se pohybuje mezi 12–22 kg. Srst na hřbetě a bocích je zbarvena oranžovohnědě; brada, hrdlo, břišní strana těla a zadek je zbarven bíle. Na „kolenou“ má chomáčky delší srsti. Ocas je krátký, dlouhý 6–15 cm, na vrchní straně černý nebo tmavě hnědý, na spodní straně bílý. Kolem očí má bílý kruh, pod každým ušním boltcem černou skvrnu, vyznačující umístění pachových žláz, dlouhý krk a prominentně červené nozdry. Růžky s prstenci, které mají pouze samci, jsou špičaté a většinou neměří více než 15 cm.

## Chování
Oribi žije samostatně, v páru nebo případně v malých skupinkách tvořených jedním samcem a obvykle dvěma nebo více samicemi. Během horkých dnů oribi odpoledne odpočívá ve stínu keřů a aktivní je ráno a večer. Během období dešťů preferují čerstvou, zelenou trávu a mladé výhonky, které často vyhledávají v oblastech postižených ohněm. Velice rádi olizují sůl.
Pokud spatří predátora (lva, leoparda, karakala, hyenu, psy hyenovité, šakaly), obvykle se snaží skrýt skrčením ve vysoké vegetaci. Pokud je však predátor příliš blízko, ihned opustí vegetační úkryt a vydá se na prchavý útěk. U vodních zdrojů hrozí této antilopě velké nebezpečí i ze strany krokodýlů; mláďatům ze strany orlů.
Samci vlastní teritoria, která si značí výměškem pachových žláz, močí nebo trusem. V období rozmnožování, tedy mezi srpnem a prosincem, se samec spáří se všemi samicemi, které se vyskytují na území jeho teritoria. Samic však nebývá na jednom území mnoho, obvykle jedna nebo dvě. Samice rodí jediné mládě po 6 až 7 měsíční březosti. Prvních 9 až 10 týdnů je mládě skryto ve vysoké vegetaci, kde ho pravidelně navštěvuje, očišťuje a kojí. Matku opouští ve věku čtyř až pěti měsíců.

## Ohrožení a ochrana
Člověk tento druh antilopy nejvíce ohrožuje dvěma faktory:
1. Hromadnou ztrátou přirozeného biomu, který často nahrazuje zemědělská krajina. Díky následnému nedostupnému oplocení a chovu ovčáckých psů a dobytka se stává tato lokalita nedostupná a na jednu stranu i pro oribi nebezpečná.
2. Ilegálním lovem – v poslední době hlavě ze sportovních účelů –, díky kterému bylo již vyhubeno několik volně žijících populací Jihoafrické Afriky.

Dnes patří oribi podle Červeného seznamu ohrožených druhů (IUCN) mezi druhy závislé na ochraně (Lower Risk Conservation Dependent). Je součástí WWP Species Project, který se již dlouhodobě snaží o reintroduci tohoto druhu zpět do volné přírody a zároveň zkoumá jeho početnost ve volné přírodě.

## Poddruhy
Rozeznáváme 13 poddruhů:
- Ourebia ourebi aequatoria, obývající Ugandu
- Ourebia ourebi cottoni, obývající Tanzanii
- Ourebia ourebi dorcas, obývající Čad
- Ourebia ourebi gallarum, obývající střední Etiopii
- Ourebia ourebi goslingi, obývající severní část Zairu
- Ourebia ourebi haggardi, obývající severní část Keni
- Ourebia ourebi hastata, obývající Zair, Malawi a Zimbabwe
- Ourebia ourebi kenyae, obývající Keňu
- Ourebia ourebi montana, obývající Súdán a Etiopii
- Ourebia ourebi ourebi, obývající jižní Afriku
- Ourebia ourebi quadriscopa, obývající Senegal a Nigérii
- Ourebia ourebi rutila, obývající Angolu
- Ourebia ourebi ugandae, obývající Ugandu

Ze všech 13 poddruhů jsou dva vážněji ohroženy: oribi Haggardova (Ourebia ourebi haggardi), v Červeném seznamu IUCN zařazena do kategorie zranitelných druhů (VU C1) a oribi keňská (Ourebia ourebi kenyae), v současné době již vyhynulá (EX).